# Petrus Andreæ Grubb
Petrus Andreæ Grubb Bothniensis, död 1633, var en svensk professor, kammarråd och assessor.

## Biografi
Petrus Andreæ Grubb var son till Christina Samuelsdotter och prosten i Luleå Anders Petri Grubb som härstammade från Bureätten. 1592 inskrevs han vid universitetet i Wittenberg, med namnet Petrus Andreæ Suecus Bothnizensis. Han blev 1599 physis professor vid Uppsala universitet, och 1607 sekreterare åt kung Karl IX. I egenskap av kunglig sekreterare översåg han en av de akademiska striderna som Olaus Martini företog.
Vid hovet togs han sedan i anspråk av hertig Karl Filip som praeceptor och geheimeråd och följde denne till Ryssland när han var tronpretendent där och vid vilket tronval huset Romanov steg upp på tronen. 1611 ska han ha utsetts till kammarråd. Karl IX sände Grubb och Erik Jöransson till Reval 1611 för att underhandla med Polen om förlängd vapenvila, och Grubb återkom till Sverige året därefter då Gustav II Adolf uppstigit på den svenska tronen. Han utsågs enligt Johan Eenberg till professor i filosofi och därefter grekiska. 1627 blev han assessor i Svea hovrätt.
Enligt Anton Anjou var Grubb troligen ogift. Han var svåger till Nicolaus Olai Bothniensis och Johannes Olai Anthelius, morbror till Johan Graan och bror till Samuel Andreæ Grubb.
Petrus Andreæ var bevisligen sonsons son till släktens Grubbs anfader och till Johannes Bureus mormors faster, men varken han eller hans far verkar ha använt släktnamnet under sitt liv.